# 仲井良太
仲井 良太（なかいりょうた、1981年1月1日 - ）は大阪府柏原市出身の洋画家・水彩画家。
風景を中心とした水彩画や油絵を描いている。また、大阪府柏原市法善寺にてアトリエ彩を主催している。

## 略歴
- 1981年 - 大阪府柏原市に生まれる。
- 1993年 - 柏原市立堅下北小学校卒業
- 1996年 - 柏原市立堅下北中学校卒業
- 1999年 - 関西情報工学院専門学校卒業
- 2001年 - 奈良芸術短期大学洋画コース卒業
- 2014年 - 新創美術協会入会、大阪市教育委員会賞 受賞
- 2015年 - 神戸市教育委員会賞 受賞
- 2016年 - 柏原市長賞 受賞
- 2017年 - 大阪府柏原市法善寺にてアトリエ彩をオープン、大阪市教育委員会賞 受賞

## 人物
- 小学生の頃に交通事故に2回遭っている。その影響でスポーツは一切しなかった。
- 20代～30代前半までは鳴かず飛ばずで八尾市内でアルバイト等をして生計を立てていた。